# Паническое бегство (фильм)
«Паническое бегство» (англ. Running Scared) — приключенческий боевик 1980 года.

## Сюжет
После того, как Лерой Бичер нечаянно заснял на камеру секретный объект, власти начинают подозревать, что он и его друг Чес — шпионы, и начинают на них охоту.

## В ролях
- Кен Уол — Чес Макклейн
- Джадж Рейнхолд — Лерой Бичер
- Энни Макэнро — Салли Маэ Гидденс
- Брэдфорд Диллман — Артур Джегер
- Джон Сэксон — Капитан Мунос